# اوینچ
شهرستان اُویِنچ (به زبان مغولی: Үенч сум، [Üjenč sum]؛ ᠦᠶ᠋ᠡᠩᠴᠢ ᠰᠤᠮᠤ، [üyeŋči sumu]) یک شهرستان (سُوم) در مغولستان است که در استان خوفد واقع شده‌است. اُویِنچ ۷٬۴۷۶ کیلومتر مربع مساحت دارد.

## تقسیمات اداری
شهرستان اُویِنچ متشکل از ۵ قصبه (باغ) می‌باشد، شامل:
- اُولیاست (مغولی: Улиаст баг، [Uliast bag]؛ ᠤᠯᠢᠶᠠᠰᠤᠲᠤ ᠪᠠᠭ، [uliyasutu baɣ])
- جارغالان (مغولی: Жаргалан баг، [Žargalan bag]؛ ᠵᠢᠷᠭᠠᠯᠠᠩ ᠪᠠᠭ، [jirɣalaŋ baɣ])
- چاغان‌تونگه (مغولی: Цагаан түнгэ баг، [Cagaan tünge bag]؛ ᠴᠠᠭᠠᠨ ᠲᠦᠩᠭᠡ ᠪᠠᠭ، [čaɣan tüŋge baɣ])
- خوخ‌اُوجور (مغولی: Хөх үзүүр баг، [Xöx Üzüür bag]؛ ᠬᠥᠬᠡ ᠦᠵᠦᠭᠦᠷ ᠪᠠᠭ، [köke üjügür baɣ])
- نارین‌غول (مغولی: Нарийн гол баг، [Narijn gol bag]؛ ᠨᠠᠷᠢᠨ ᠭᠣᠣᠯ ᠪᠠᠭ، [narin ɣoul baɣ])